# György Selmeczi (Generalmajor)
György Selmeczi (Geburtsname: György Slakta; * 6. August 1921 in Szolnok; † 28. November 1979 im VII. Budapester Bezirk „Erzsébetváros“, Budapest) war ein Offizier in der Volksrepublik Ungarn und zuletzt Generalmajor (Vezérőrnagy) im Innenministerium (Belügyminisztérium). Er war unter anderem zwischen 1957 und 1961 Leiter der Abteilung BM II/1 Militärische Abwehr (Katonai elhárítás) sowie von 1965 bis 1971 Leiter der Inspektionsgruppe des Innenministeriums.

## Leben
Der als György Slakta geborene György Selmeczi besuchte bis 1935 vier Klassen der Volksschule und begann daraufhin eine Berufsausbildung zum Schlosser in der Fahrzeugreparaturwerkstatt der staatlichen Eisenbahngesellschaft MÁV (Magyar Államvasutak) in Szolnok, in der er nach Abschluss der Ausbildung von 1938 bis Oktober 1942 noch als Schlossergeselle tätig war. Während des Zweiten Weltkrieges war er von Oktober 1942 bis April 1944 Wachführer, zuletzt im Titularrang eines Korporal (címzetes tizedes) im 23/1. Infanteriebataillon der Landstreitkräfte (Honvédség) in Losonc. Im April 1944 kehrte er in die MÁV-Fahrzeugreparaturwerkstatt in Szolnok zurück und war dort bis zum 15. Mai 1945 abermals als Schlossergeselle tätig.
Am 16. Mai 1945 trat er in die Ungarische Staatspolizei (Magyar Államrendőrség) ein und war zunächst bei der Politischen Polizei im Komitat Szolnok tätig. Er wurde im August 1945 zum Unterleutnant (Alhadnagy) befördert und nach seiner Beförderung zum Leutnant (Hadnagy) im August 1948 Mitarbeiter der damals eigenständigen Staatsschutzbehörde ÁVH (Államvédelmi Hatóság), in der er am 1. Dezember 1948 zum Oberleutnant (Főhadnagy) befördert wurde. Im Anschluss besuchte er vom 1. Januar bis zum 30. Juni 1949 die Feliks-Dzierżyński-Offiziersausbildungsschule der ÁVH und war nach seiner Beförderung zum Hauptmann (Százados) am 1. Juli 1949 erst bei der Grenzpolizei in Sopron sowie vom 21. Juli bis Oktober 1949 im Flughafen Budapest tätig. Nachdem er zwischen Oktober 1949 und Oktober 1950 einen Lehrgang für Stabsoffiziere an der Ungarischen Militärakademie (Magyar Honvéd Akadémia) absolviert hatte, wurde er am 1. Oktober 1950 zum Oberstleutnant (Alezredes) befördert und daraufhin wieder zur Staatsschutzbehörde ÁVH versetzt, in der er zuletzt vom 15. Januar bis zum 30. Juli 1953 kommissarischer Leiter der Abteilung I war.
Nachdem die bislang selbständige Staatsschutzbehörde ÁVH aufgelöst und deren Aufgaben durch das Innenministerium (Belügyminisztérium) übernommen wurden, war Selmeczi zwischen dem 2. September 1953 und dem 30. Dezember 1954 erst Leiter der Inspektionsabteilung (Ellenőrzési Főosztály) sowie anschließend vom 31. Dezember 1954 bis zum 30. März 1955 Leiter des Sekretariats des damaligen Innenministers (Belügyminisztér) László Piros. Während seiner darauf folgenden Verwendung vom 31. März 1955 bis zum 15. Juli 1956 als Leiter der Abteilung III im Innenministerium wurde er am 4. April 1955 zum Oberst (Ezredes) befördert. Nachdem er zwischen dem 16. Juli und Oktober 1956 die Parteihochschule der Partei der Ungarischen Werktätigen MDP (Magyar Dolgozók Pártja) absolviert hatte, wurde er während des Volksaufstandes (23. Oktober bis 4. November 1956) am 25. Oktober 1956 Leiter der Abteilung II im Ministerium für Nationale Verteidigung (Honvédelmi Minisztérium) und hatte diesen Posten bis zum 2. Mai 1957 inne. Am 3. Mai 1957 kehrte er ins Innenministerium zurück und war dort bis zum 31. August 1961 Leiter der Abteilung BM II/1 Militärische Abwehr (Katonai elhárítás). Während dieser Zeit schloss er 1959 ein Fernstudium an der Fakultät für Politikwissenschaften und Recht ÁJTK (Állam- és Jogtudományi Kara) der Eötvös-Loránd-Universität (ELTE) ab und absolvierte später zwischen dem 1. September 1961 und Juni 1963 ein Studium an der Parteihochschule der aus der Partei der Ungarischen Werktätigen MDP hervorgegangenen Ungarischen Sozialistischen Arbeiterpartei MSZMP (Magyar Szocialista Munkáspárt).
Danach fungierte György Selmeczi vom 1. Juli 1963 bis zum 14. Mai 1965 als Leiter der Abteilung BM III/5 Funkabwehr (Rádió-elhárítási osztály) mit fünf Unterabteilungen sowie daraufhin zwischen dem 15. Mai 1965 und dem 18. Juni 1971 als Leiter der Inspektionsgruppe (Ellenőrzési Csoportfőnökség) des Innenministeriums. Zuletzt fungierte er vom 1. Juli 1971 bis zu seinem Ausscheiden aus dem Dienst am 31. August 1976 als Leiter des Registrierungszentrums (Nyilvántartó Központ) des Innenministeriums und wurde am 1. April 1976 noch zum Generalmajor (Vezérőrnagy) befördert.

## Weblink
- Selmeczi György, dr. (Selmeci György, Slakta György). In: Historisches Archiv der Staatssicherheitsdienste (Állambiztonsági Szolgálatok Történeti Levéltára). Abgerufen am 8. März 2023 (ungarisch).

| Personendaten    | Personendaten                                    |
| ---------------- | ------------------------------------------------ |
| NAME             | Selmeczi, György                                 |
| KURZBESCHREIBUNG | ungarischer Generalmajor                         |
| GEBURTSDATUM     | 6. August 1921                                   |
| GEBURTSORT       | Szolnok                                          |
| STERBEDATUM      | 28. November 1979                                |
| STERBEORT        | VII. Budapester Bezirk „Erzsébetváros“, Budapest |